# الإطار التحليلى لهارفارد
الإطار التحليلي لهارفارد أو ما يسمى بإطار أدوار الجنسين من أقدم الإطارات لفهم الاختلافات بين النساء والرجال في مشاركتهم في الاقتصاد. إن التحليل قائم على أساس النوع له أهمية كبيرة في مساعدة واضعى السياسات على فهم الحالة الإقصادية لتخصيص موارد التنمية للنساء والرجال.

## التاريخ
يرجع منشأ الإطار للثمانينيات بطلب إلى جامعة هارفارد لتدريب «النساء في التنمية» من البنك الدولي. جايمس أوستن، المشهور بالتدريب عن طريق دراسة الحالة بهارفارد، قاد فريقاً من ثلاث سيدات ذوات خبرة بعمل «النساء في التطوير» وهن كاثرين اوفرهولت، ماري اندرسون وكاثلين كلاود والذي عُرف بفريق هارفارد. تم صياغة الإطار عن طريق معهد هارفارد للتطوير الدولي بالتعاون مع مكتب نساء في التطوير الخاص للوكالة الأمريكية للتنمية الدولية وتم وصفة أولاً في 1984 عن طريق كاثرين اوفر هولت وآخرين وهو الأول من نوع هذة الأُطر.  نقطة انطلاق الإطار كانت افتراض أنه من المنطقي اقتصاديا أن يتم تخصيص مصادر للنساء كما هو للرجال من اجل مشروعات المساعدات الإنمائية والذي من شأنه جعل التنمية أكثر كفاءة – وضع تم تسميته «منهج الكفاءة» 
إطار التخطيط الموجه نحو حالات اللاجئين أو ما يسمى أحيانا إطار التخطيط الموجه للأشخاص هو إطار قائم على إطار هارفارد ويحاول أن يتغلب على بعض نقاط الضعف ومصمم للإستخدام في حالات الطوارئ وقد تم تطوير الإطار السابق ذكره من أجل المفوضية السامية للأمم المتحدة لشؤون اللاجئين. أما الأطر الأخرى فتتضمن  إطار التخطيط حسب الجنس الذي طورته كارولين موزير وإطاري العلاقات الاجتماعية وتمكين المرأة المطورين من نايلة كابير.

## الإطار
يُستخدم الإطار في جمع البيانات من المجتمع والمنازل حيث يصف من يقوم بنشاطٍ ما ومن لديه إمكانية الوصول والتحكم بالمصادر والتأثيرات على أدوار الجنسين. يجيب «موجز النشاط» عن سؤال من يفعل ماذا؟ لجميع المهام الإنتاجية والإنجابية بينما يقوم «موجز الوصول والتحكم» بتعريف من لديه وسائل الوصول والتحكم بالمصادر المستخدمة للقيام بالمهام التي ذُكرت في «ملف النشاط» كما يقوم بتعريف من لديه المقدرة على الوصول لتلك المصادر ومن يتحكم في إستخدامها وكذلك المنافع التي تتنج عن كل نشاط ومن يتحكم ويصل لتلك المنافع أما جزء «العوامل المؤثرة» النهائية يوضح العوامل التي تُسبب الاختلافات في دور كل جنس المذكورة في الملفين الأخرين. هذا قد يوضح الجوانب التي يمكن أن يتغير بها أدوار الجنسين. عند استخدام الإطار في مشروع سيكون هناك مراحل تعريفية، تشكيلية، تنفيذية وتقيمية وسيقدم في كل مرحلة سلسلة من قوائم وأسئلة يتم الإجابة عنها.
نشرت صحافة كوماريان في عام 1985 توصيف كامل للإطار في كتاب حالة: ادوار الجنسين في مشاريع التطوير قام بتحريره كاثرين اوفيرهولت، مارى بى اندرسون، كاثلين كلاود، جايمس اى أوستن. 

## نقاط القوة والضعف
كونه حيادياً ومُعتمداً على الحقائق؛ يمكن الانتفاع بالإطار عند مناقشة الموضوعات المتعلقة بالجنسين مع المقاومين لفكرة التوازن في القوة بين الرجل والمرأة وكذلك في عرض المعلومات لمن يميل لرؤية القرارات من الناحية الاقتصادية.  يمكن تطبيق الإطار بشكل جيد في المشاريع التي تستهدف المجتمعات الزراعية أو الريفية أو التي تبحث عن تقليل الفقر عبر تطبيق سبل العيش المُستدامة.
يركز إطار هارفارد على المشروعات بدلاً من البرامج والكفاءة بدلاً من الفعالية ومع ذلك فلا يُحدد احتياجات الجنسين الاستراتيجية ولا يوجه  نحو كيفية تغيير عدم المساواة بين الجنسين. 
كما يفترض الإطار أن احتياجات الجنسين ينبغى معالجتها من أجل الكفاءة الاقتصادية مما يقلل من أهمية مفاهيم المساواة، علاقات القوى أو عمليات إتخاذ القرار.
ويؤدي نهج خانة الاختيار التنازلية إلى التبسيط، متجاهلاً تحليل أوضاع الأشخاص وعوامل مثل العرق والفئة والاصل وغيرها من أنواع العلاقات، التي تُعد عوامل أساسية في تحقيق الكفاءة. 